# Sainneville
Sainneville is een gemeente in het Franse departement Seine-Maritime (regio Normandië) en telt 823 inwoners (2004). De plaats maakt deel uit van het arrondissement Le Havre.

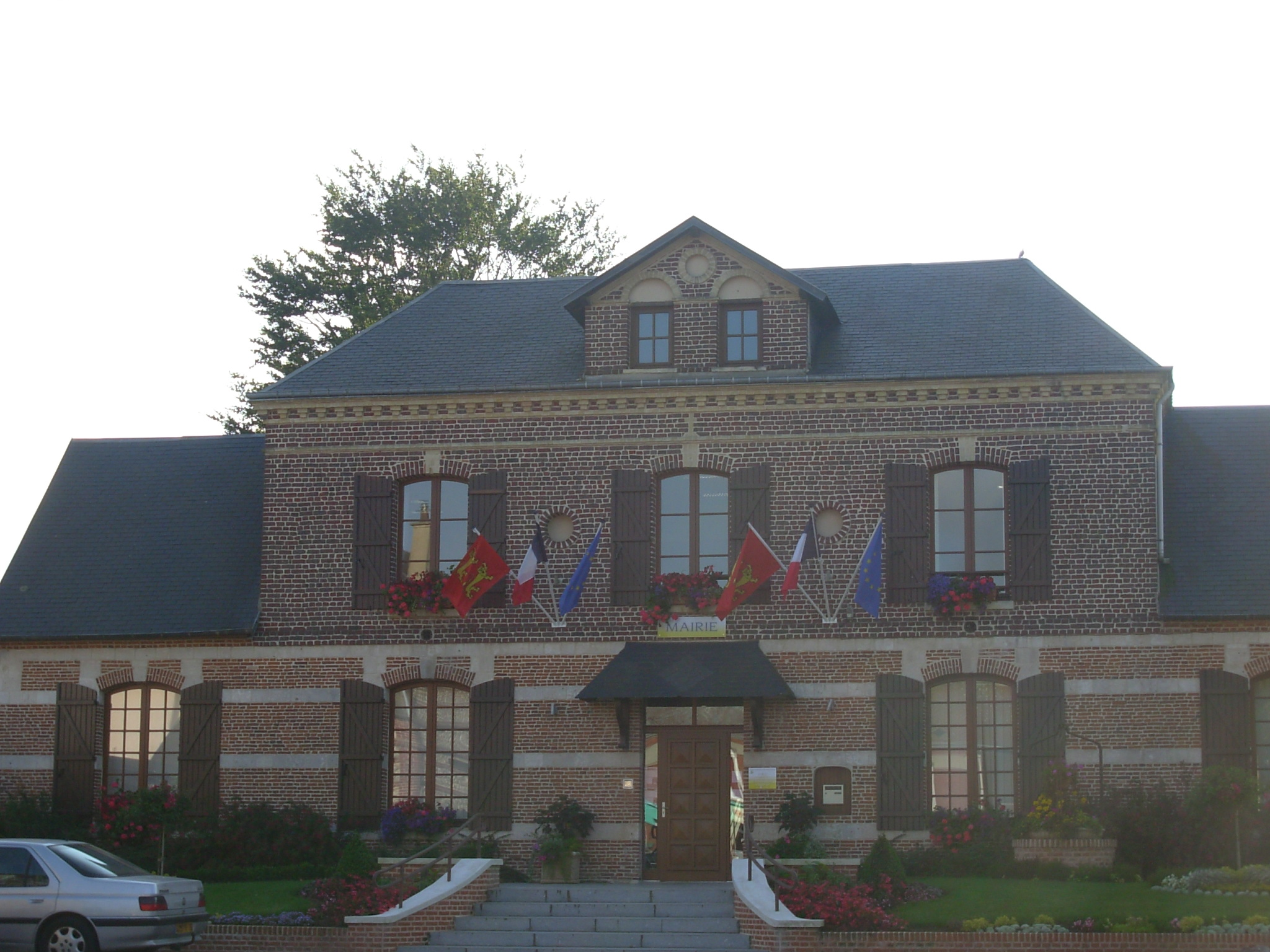
Gemeentehuis
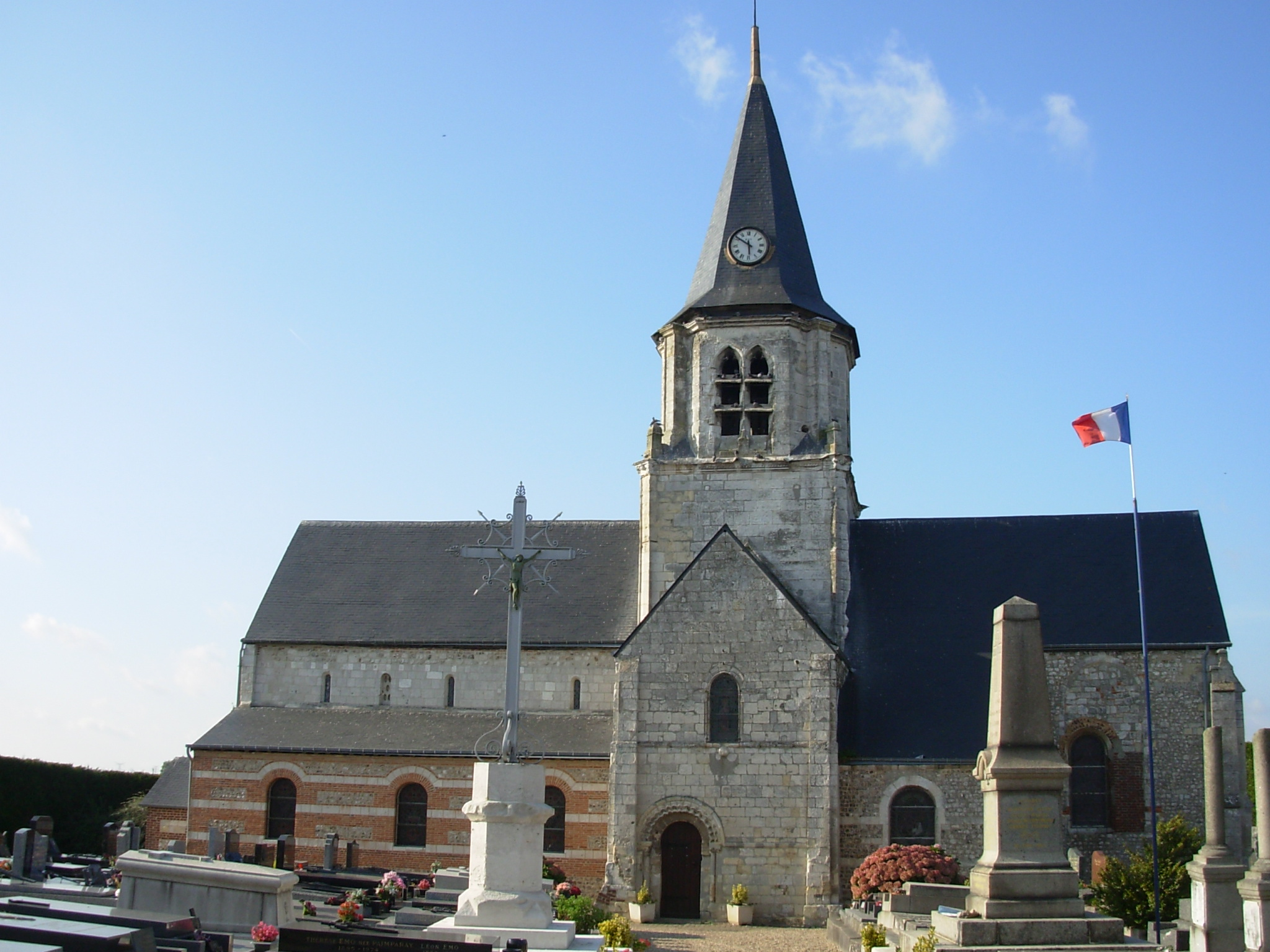
Kerk van Sainneville

## Geografie
De oppervlakte van Sainneville bedraagt 7,0 km², de bevolkingsdichtheid is 117,6 inwoners per km².
De onderstaande kaart toont de ligging van Sainneville met de belangrijkste infrastructuur en aangrenzende gemeenten.

## Demografie
Onderstaande figuur toont het verloop van het inwonertal (bron: INSEE-tellingen).